# ماسح حساس
الماسح الحساس هو برنامج حاسوبي مصمم لتقييم أجهزة الكمبيوتر وأنظمة الكمبيوتر والشبكات أو البرامج التي تساعد على الحصول على نقاط الضعف و يمكن تشغيل البرنامج إما كجزء من إدارة الضعف المرتبطة والمكلفة بحماية النظم أو عن طريق القراصنة الذين يسعون للحصول على تصاريح غير مسموح بها .

## أنواع الماسح الحساس
ماسحة المنافذ للأجهزة وهو تطبيق صمم لتحقيق الخادم أو المضيف عن منافذ مفتوحة. وكثيرا ما يستخدم هذا من قبل المسؤولين للتحقق من سياسات أمن الشبكات ومن قبل المهاجمين لتحديد الخدمات التي تعمل على المضيف واستغلال نقاط الضعف.

## الماسح الضوئي للشبكة
الماسح الضوئي الأمن لتطبيقات الويب هو البرنامج الذي يتصل مع تطبيق ويب من خلال الواجهة الأمامية على شبكة الإنترنت من أجل تحديد نقاط الضعف الأمنية المحتملة في تطبيق ويب ونقاط الضعف المترتبة على ذلك. كذلك هذا النوع من الماسحات يقوم بتأدية اختبار الصندوق الأسود على عكس الماسحات الضوئية شفرة المصدر والتي بالتالي لا تستطيع كشف نقاط الضعف في هجمات أداء في الواقع.